# Торкионе-Моја (Сондрио)
Торкионе-Моја је насеље у Италији у округу Сондрио, региону Ломбардија.
Према процени из 2011. у насељу је живело 2816 становника. Насеље се налази на надморској висини од 334 м.